# Politiezone Noorderkempen
De Politiezone Noorderkempen (zonenummer 5363) is een Belgische politiezone bestaande uit drie gemeenten, namelijk Hoogstraten, Merksplas en Rijkevorsel. De politiezone behoort tot het gerechtelijk arrondissement Antwerpen.
De zone wordt geleid door korpschef ad interim Hans Hoskens.
Het hoofdcommissariaat van de politiezone is gelegen aan Vrijheid 13 in Hoogstraten.